# 清水瑠菜
清水 瑠菜（ しみず るな、3月16日 - ）は、日本の女優。愛知県出身。劇団東京ハイビームに所属。

## 略歴
『My Sweet Baby』ではストーリーテラーの役割であるBABY役で出演

## 人物
地下アイドル：るなてんとしても活動。
特技は、足の形だけで人を見分けられること。電卓。会計。趣味は、日舞。会計実務検定（日商簿記２級・全商簿記１級）、電卓実務検定１級、ワープロ検定３級の資格保有。

## 出演

### 舞台・ミュージカル
- J-Theater 日本人作家シリーズ 東京ハイビームvol.8『Hospital』(2015年11月、作,演出：吉村ゆう)
- 東京ハイビームvol.9『SHORT GUN』（オムニバス公演）(2016年4月、作：吉村ゆう、鈴木アツト、笠井健夫、鹿目由紀、演出：吉村ゆう)
- 東京ハイビーム＋四谷天窓提携公演『ミッドナイト』(2016年8月、原作：手塚治虫、脚本・演出：吉村ゆう)
- 東京ハイビームvol.10『SHORT GUN SECOND SHOT』(オムニバス公演)(2016年11月、作：鈴木アツト、笠井健夫、清野拓人、鹿目由紀、吉村ゆう、演出：吉村ゆう)
- 東京ハイビームvol.11『My Sweet Baby』(2017年5月、作,演出：吉村ゆう) - BABY役(今井瞳とダブルキャスト)
- 東京ハイビーム・四谷天窓提携企画ロングラン公演『私を殺して...』(2017年7月 - 10月、脚本：イ・フンクック、脚色.演出：吉村ゆう) - 女子高生役(今井瞳・青野楓花・村上真衣・飯塚麻結と日替わり)
- グミ東アジア演劇祭公式招聘作品 韓国ツアー『ゴーストよ、こんにちわ』(作,演出：吉村ゆう、 2017年9月6日～9月7日釜山 ハンギョルアートホール・2017年9月10日 グミ東アジア演劇祭参加)
- 東京ハイビームvol.12『SHORT GUN THIRD SHOT』(オムニバス公演)（2017年12月、作：鈴木アツト・鹿目由紀・清野拓人・中澤功・吉村ゆう、演出：吉村ゆう） - 『ムギちゃん、ハルちゃん、五万円』  主演・カワバタハルカ 役/『ゴーストよ、こんにちわ』美咲役
- 東京ハイビーム×ベニバラ兎団　合同企画 2～3月ロングラン公演「Selection Theater」(2018年2月20日～3月10日)※2月は｢素敵な関係｣＋恋バナト-クに出演。3月は「俺たちの旅路｣～ サダオシリ-ズ～に出演。
- 東京ハイビームvol.13『Welcome to パラダイス』（2018年8月、作・演出：吉村ゆう） - マリン役
- 東京ハイビームvol.14『SHORT GUN 4th SHOT』 オムニバス公演（2018年12月) - 『ラストステージをあなたと』主演・相模倫子役/『おうじさまがカエル』女役/『聖なる夜の不純な奴ら』ソックス1役/『素敵な同居』シホ役
- 東京ハイビーム新人公演Vol.1「シェアハウスの懲りない奴ら」(2019年4月、作:清野拓人、演出:藤村直樹) - 主演:ハナ役
- 第31回池袋演劇祭参加作品 東京ハイビームvol.15『ホスピタル』（2019年9月、作・演出：吉村ゆう）
- 東京ハイビームvol.16 東京ハイビーム１０周年記念公演「SHORT GUN ５th SHOT」オムニバス公演(2020年4月) -

### イベント
- 東京ハイビーム・四谷天窓提携企画ロングラン公演『私を殺して...』イベント　東京ハイビームトークショー　(2017年10月6日・四谷天窓)